# Arriba el ánimo (programa de televisión)
Arriba el ánimo fue un programa de televisión chileno de formato misceláneo y de servicios,  producido por Canal 13 y emitido de lunes a viernes entre las 11:00 y las 12:30 horas,  durante la temporada comprendida entre el 1 de abril y el 31 de diciembre de 2002. El espacio fue conducido por Paulina Nin.
A pesar de emitirse en horario matinal, el programa debió competir con espacios de servicios consolidados como Buenas tardes, Eli de TVN y Hola Andrea de Megavisión.

## Formato
El programa se transmitía en horario de mediodía y estaba estructurado como un espacio de corte misceláneo, enfocado en brindar servicios, orientación e información útil para el día a día. Dirigido principalmente a un público femenino, combinaba temáticas de interés cotidiano con elementos de entretenimiento, manteniendo un tono cercano y acogedor.
El contenido se organizaba en distintos bloques que abordaban áreas como el hogar, la salud, el bienestar personal, la cocina, el humor y temas de actualidad. Entre los segmentos más recurrentes se incluían:
- Entrevistas: se realizaban conversaciones con invitados que abordaban temáticas sociales, culturales o de interés humano, buscando reflejar distintas realidades y testimonios.
- Despachos en terreno: reporteros o colaboradores del programa se trasladaban a diferentes locaciones para cubrir historias, eventos comunitarios o situaciones particulares, otorgando un componente de conexión con la realidad local.
- Cocina en vivo: se presentaban recetas accesibles, enfocadas en preparaciones sencillas, económicas y nutritivas, pensadas para el menú diario del hogar. Este segmento también incluía consejos de alimentación y nutrición.
- Humor y entretención: el programa incorporaba intervenciones cómicas mediante personajes caracterizados, aportando un componente lúdico que aliviaba la rutina y favorecía la conexión emocional con la audiencia.
- Bienestar y cuidado animal: se entregaban orientaciones sobre el cuidado de mascotas, junto con recomendaciones sobre salud emocional, rutinas de autocuidado y equilibrio personal.

El formato buscaba acompañar a la audiencia durante una franja horaria tradicionalmente asociada a las tareas domésticas, entregando contenido útil y cercano, con un enfoque positivo y familiar.  También destacaba por su carácter interactivo, permitiendo en ocasiones la participación directa de la audiencia mediante llamados telefónicos o concursos. El programa se caracterizaba por su tono positivo y su estilo ameno, buscando informar, entretener y acompañar a la audiencia durante la mañana.

## Equipo
- Dirección general: Renato Rojas
- Producción general: Marcial Pávez[9]
- Edición periodística: Nancy Castillo
- Conducción principal: Paulina Nin[10]
- Conducción suplente: José Alfredo Fuentes
- Voz en off: Catalina Telias
- Cocina: Pancho Toro
- Humor: Solange Lackington[11]
- Reporteros: Carolina Silva, Patricio Sotomayor

## Hitos
El primer capítulo contó con la participación del presidente de la República Ricardo Lagos en el marco de una entrevista especial que abordó temas de interés ciudadano.
Entre los episodios más recordados se encuentra la emisión en la que se informó en vivo sobre el fallecimiento de una mascota Cosita que formaba parte del programa, tras un accidente ocurrido en el ámbito doméstico. El anuncio generó reacciones de conmoción entre la audiencia y fue ampliamente cubierto por la prensa de espectáculos.
En otro momento, la persona a cargo de la conducción debió ausentarse temporalmente por razones de salud, siendo reemplazada de manera provisoria por José Alfredo Fuentes. 

## Término del programa
Ante la baja de audiencia en el horario matinal de la programación de Canal 13, Nin propuso a canal una segunda temporada de Arriba el ánimo en horario diurno para marzo de 2003; sin embargo, el directorio de la cadena rechazó la iniciativa,  poniendo fin al programa el 31 de diciembre de 2002.